# Anne Pätzold
Anne Pätzold (* 1997) ist eine deutsche Schriftstellerin, die mit ihrer Liebesroman-Trilogie Love NXT aus dem K-Pop-Milieu bekannt wurde.

## Leben
Anne Pätzold hat eine Ausbildung zur Buchhändlerin absolviert und lebt in Hamburg.

## Literarisches Wirken
Pätzold veröffentlichte 2020 ihren Debütroman und ersten Band der Love NXT-Trilogie When we dream im Bastei Lübbe Verlag (LYX), der beim LovelyBooks Leserpreis 2020 in der Kategorie Liebesromane auf Platz sieben gewählt wurde. Band zwei When we fall erreichte September 2020 Rang elf der Spiegel-Bestsellerliste in der Kategorie Paperback Belletristik, im Januar 2021 gelangte When we hope auf Rang drei. Der im September 2021 erschienene Auftaktband Right Here (Stay With Me) der On Ice-Reihe landete im Oktober 2021 auf Rang 23 der Spiegel-Bestsellerliste.
Die Love NXT Reihe wurde 2020 im Bastei Lübbe Verlag (LYX.audio) mit den Stimmen von Leonie Landa und Robert Knorr vertont und erschien 2021 im Ėksmo Verlag (Moskau) in russischer Sprache. 2021 wurde der erste Band Right Here der On Ice Reihe ebenfalls mit Leonie Landa im Bastei Lübbe Verlag eingesprochen.
Pätzold bekennt sich zu ihrer Leidenschaft zu Südkorea und zum koreanischen Pop, durch die sie auf die Idee gekommen ist, eine Liebesgeschichte über die Umstände der K-Pop-Industrie zu schreiben. Sie bezeichnet ihre Romane als „Geschichten mit Herz“ für Leser jeden Alters.

## Werke (Auswahl)

### Love NXT
- When we dream. Bastei Lübbe, Köln 2020, ISBN 978-3-7363-1304-0.
- When we fall. Bastei Lübbe, Köln 2020, ISBN 978-3-7363-1305-7.
- When we hope. Bastei Lübbe, Köln 2020, ISBN 978-3-7363-1337-8.
- When We Begin. LYX.digital, Köln 2021, ISBN 978-3-96635-193-5.

### On Ice
- Right Here (Stay With Me). Bastei Lübbe, Köln 2021, ISBN 978-3-7363-1337-8.
- Right Now (Keep Me Warm). Bastei Lübbe, Köln 2022, ISBN 978-3-7363-1590-7.

### „Night of …“-Reihe
- A Night of Promises and Blood. Bastei Lübbe, Köln 2023, ISBN 978-3-7363-1772-7.